# Дорогович Михайло Іванович
Дорогович Михайло Іванович (11 лютого 1978, Ужгород) — фотохудожник, портретний та документальний фотограф, класик сучасної фотографії.
Лауреат премії "MONOVISIONS Black & White Photography Awards 2023 (single)" (London, United Kingdom). 
Роботи Михайла Дороговича здобули міжнародне визнання та експонувались в музеях та галереях Японії, Індії, Америки та багатьох державах Європи. Інтерв’ю з ним опубліковані на самих престижних платформах світу в області фотомистецтва, таких як: музей Гріфіна «The Griffin Museum of Photography» (Winchester, Massachusetts,USA), MUSE WORLD (New York,USA), MONOVISIONS Black & White Photography Magazine (London,United Kingdom), TIFA - Tokyo International Foto Awards (Tokyo,Japan), «Prix de la Photographie de Paris (PX3) (Paris, France) та премії Budapest International Foto Awards.
У 2025 році видав фотоальбом «Відвертість». 
У 2023-2024 році увійшов в рейтинг ТОП-100 впливових людей Закарпаття.
У 2024 році обласною державною адміністрацією був призначений Амбасадором Закарпатської області в галузі мистецтва.
У його мистецьких добірках художники, письменники, актори, спортсмени, та інші відомі та цікаві особистості. 
Автор фотопроєктів, що представили культуру та традиції Закарпаття усьому світу: «Відомі та цікаві особистості Закарпаття» (2021 - 2022рр.), «Культурний етнос Закарпаття» (2022р), «Високогірні жителі Українських Карпат»(2023р.) та «Унікальні жінки ромської культури "келделарі"»(2023 - 2025рр.), які мали фантастичний успіх і отримали самі престижні світові нагороди.
Автор документального фільму-портрету «Сповідь художника» про Івана Бровді (2022р.) та «Вистава продовжується» про художника Юрія Дикуна (2023р.) .

## Біографія
У 1997 році закінчив відділення дизайну в Ужгородському коледжі мистецтв ім. А. Ерделі. Вперше в фаховому закладі дипломною роботою репрезентував себе як фотохудожник, представивши свій світлопис як мистецтво під назвою «Відродження духовності». Михайло Дорогович інтегрував свою художню освіту у фотографію.
У 2019 році здобув ступінь магістра, факультет суспільних наук УжНУ.
У 2024 році здобув ступінь магістра фотографії Київського університету культури.
Наразі викладає дисципліни з аудіовізуального мистецтва в "Академії культури і мистецтв" Закарпатської обласної ради.
Працював у фотожурналістиці. Співпрацював з Угорським політичним журналом «HVG», Будапешт та щотижневим політично сатиричним виданням «HOCIPO» («Білосніжка»), Будапешт.
Відомий як соло-альпініст та фахівець з гірського соло — трекінгу (подорожував горами Карпат, Криму, Кавказу, Альп, Алтаю, Камчатки, Паміру, та Тянь-Шань). Всі свої гірські подорожі та сходження на вершини фіксував у фотопейзажах..

## Нагороди
- Переможець року, премії "MONOVISIONS Black & White Photography Awards 2023 (single)" (London, United Kingdom);[30]
- 1 місце в категорії «люди», чорно-біла СЕРІЯ РОКУ 2023 "MONOVISIONS Black & White Photography Awards 2023" (London, United Kingdom);[31]
- Переможець міжнародної премії «TIFA — Tokyo International Foto Awards 2022» в номінації «Fine Art», «Life On A Prosthesis» (Tokyo, Japan);[32][33][34]
- Переможець міжнародної премії «BIFA — Budapest International Foto Awards 2024» в номінації «People», «Unique Families of The Roma Community of Keldelari.» [35]
- 1 місце в двох категоріях - People / Lifestyle та People / Family премії IPA — International Photography Awards 2024 (Los Angeles, California). [36][37]
- Платиновий переможець премії  «MUSE Photography Awards 2023» в категорії Black & White Photography / People (New York, USA).[38]
- Золотий переможець премії «MUSE Photography Awards 2023» в категорії People Photography / Culture (New York, USA).[39]
- Золотий переможець премії  «Better Photography Magazine 2025», Collaroy Beach (Australia). Робота «За кулісами». [40]
- Золотий переможець в двох категоріях  премії «MUSE Photography Awards 2024» (New York, USA). [41][42]
- Золотий переможець премії "London Photography Awards 2024" у 2 категоріях - People Photography / Culture «The unique Roma culture of Keldelari.», та People Photography / Lifestyle «Highland inhabitants of the Ukrainian Carpathians».[43][44]
- Золотий переможець премії BIFA - Budapest International Foto Awards 2023 в номінації - Редакція/Особистості. «Професор Букінгемської школи бізнесу, Великобританія».[45]
- Золотий переможець премії GLOBAL PHOTOGRAPHY AWARDS 2024 в категорії People Photography / Family. [46]
- Золото (1-е місце) в номінації „Люди/Портрет“ (серія), „Portraits of famous and interesting personalities of Transcarpathia, Ukraine“ на міжнародному фотоконкурсі ND Awards 2022.[47]
- Золото (1-е місце) в номінації «Fine Art/Portrait», «Life On A Prosthesis» — Tokyo International Foto Awards 2022 (Tokyo, Japan).[32]
- Золотий переможець премії "London Photography Awards 2023" у 4 категоріях.[48][49][50][51]
- Золото в чотирьох номінаціях премії "EPA – EUROPEAN PHOTOGRAPHY AWARDS 2023".[52][53][54][55]
- Золото в двох номінаціях  Європейської премії  "EPA – EUROPEAN PHOTOGRAPHY AWARDS 2024".[56][57]
- Лауреат портретної премії STF (Shoot The Frame) Awards - October 2022, April - August - December 2024  (Thornbury, Australia).[58]
- Фіналіст міжнародного фотоконкурсу «THE 83rd INTERNATIONAL PHOTOGRAPHIC SALON OF JAPAN» 2023р.[59]
- Фіналіст в двох категоріях премії  «IPA - DEEPER PERSPECTIVE PHOTOGRAPHY AWARD 2023» (Los Angeles).[60][61]
- Срібло (2-ге місце) в номінації - ПОРТРЕТ(серія)  “MONOVISIONS Black & White Photography Awards 2024” (London,United Kingdom). «The unique Roma culture of Keldelari». [62]
- Срібло (2-ге місце) в номінації «Портрет-серія» на міжнародному фотоконкурсі чорно-білої фотографії MonoVisions Photography Awards 2022 (London, United Kingdom);[63]
- Срібло (2-ге місце) в номінації «Люди/Портрет» та вибір журі — TOP 5 найкращих фотографій конкурсу — портрет Тетяни Літус на фотоконкурсі IPA — International Photography Awards 2022 (Los Angeles, California);[64][65]
- Срібло (2-ге місце) в номінації „Редакція/Особистості“, „Життя на протезі“ на міжнародному фотоконкурсі BIFA — Budapest International Foto Awards 2022».[66]
- Срібло (2-ге місце)  в номінації «People Photography/Culture»: «Cultural ethnos of Transcarpathia» — New York Photography Awards 2022 (New York, USA).[33][34][67][68]
- Срібло (2-ге місце) в номінації «People/Culture», «Cultural Ethnos of Transcarpathia» — Tokyo International Foto Awards 2022 (Tokyo, Japan).[33][34][68][69]
- Срібло в номінації Press / People/ Personality, Паризької премії  «PX3 - Prix de la Photographie, Paris» 2023.[70]
- Срібло в номінації - Press / Travel / Tourism, Паризької премії  «PX3 - Prix de la Photographie», Paris 2024. Фотосерія «Highland inhabitants of the Ukrainian Carpathians».[71]
- Бронза (3-е місце) в номінації «Editorial/Personality», «Sukhan Oleksandr, Disabled Athlete, Participant of International Supermarathons In Wheelchairs» — Tokyo International Foto Awards 2022 (Tokyo, Japan).[72]
- Бронза (3-е місце) в номінації «Люди/Спосіб життя», «Високогірні жителі Українських Карпат» на міжнародному фотоконкурсі BIFA — Budapest International Foto Awards 2022".[73]
- В списку переможців портретної категорії 16-ї щорічної міжнародної премії в галузі кольорової фотографії - 16TH ANNUAL INTERNATIONAL COLOR AWARDS 2023 (Beverly Hills, California).[74]
- Серія «The unique Roma culture of Keldelari» була обрана у 30 найкращих фотоісторій за версією Prix de la Photographie у конкурсі «State of the world 2024».[75]
- В списку переможців премії імені Марії Луїзи «MEMORIAL MARÍA LUISA INTERNATIONAL MOUNTAIN AND NATURE PHOTO CONTEST 2025». Князівство Астурія - (Іспанія). Робота «Гуцульський вівчар». [76]

## Виставки
- 1997 — фотовиставка «Відродження духовності», Ужгород, Карпат Арт;
- 2002 — «Жінки за мир», Алмати, організація UNIFEM, Жіночий фонд розвитку Організації Об'єднаних Націй;
- 2004 — фотовиставка «Портрети», УжНУ, економічний факультет;
- 2005 — фотовиставка «Революція», Ужгород, музей народної архітектури та побуту;
- 2022 — фотовиставка художніх портретів «Відомі та цікаві особистості Закарпаття» в м. Ужгород, галереї Ужгородського замку.[77][78][79][80]
- 2023 — “The 83rd International Photographic Salon of Japan” (83-тя Міжнародна виставка фотосалонів в Японії)[81]. Фоторобота «Life On A Prosthesis» представлена в художніх музеях та галереях міст Японії:

- м. Хіросіма – Художній музей префектури Хіросіма, галерея префектури та Громадянська галерея Міхара,
- м. Токіо – Фотосалон Machida City,
- м. Нагано – Центр безперервного навчання міста Саку,
- м. Точігі – Міський музей Сакури, Меморіальний зал Хірокату Араї,
- м. Хього – Галерея Ямада,
- м. Окаяма – Культурна площа Тендзіняма, префектура Окаяма,
- м. Фукусіма – Міський музей фотографії Фукусіми,
- м. Ніігата – Міський художній музей Ніігата Ніїтсу,
- м. Аоморі – Меморіальний художній музей Вічі Такаяма.
- 2024 - фотовиставка переможців TIFA «Tokyo International Foto Awards» - 2022/2023 ( Marunouchi Photo Gallery and Art Space in Tokyo, Japan.). [82]
- 2024 - Фотографія "Карпатські відьми" включені до глобальної онлайн експозиції гелереї Ten Moir Gallery. [83]
- 2024 – Міжнародна фотовиставка переможців TIFA «Tokyo International Foto Awards» - 2022/2023, галерея «House of Lucie» (Budapest). Робота «Життя на протезі». [84]
- 2024 - Міжнародна фотовиставка  Mythology-Inspired (Натхненний  міфологіями) в Римі (Італія) , галерея «Loosen Art Gallery - Space Millepiani Roma», куратор LoosenArt. Роботи з серії  «Унікальна ромська культура Келделарі». [85]
- 2024 - Міжнародна фотовиставка IDENTITY (ІДЕНТИЧНІСТЬ)  в галереї  «The Glasgow Gallery of Photography», яка відбулася в місті Глазго,Велика Британія. Робота «Унікальні ромські жінки  Келделарі». [86]
- 2024 - Міжнародна фотовиставка «Otherworld» (Потойбічний світ)  в галереї  «The Glasgow Gallery of Photography», яка відбулася з 5 по 31 жовтня в місті Глазго, Велика Британія. Робота «Карпатська відьма». Галерея - Merchant City. [87]
- 2024 - Арт-об’єднання «Kyivphotos-Hall 2012» благодійна виставка української художньої фотографії «ІМПРЕСІЇ ЖИТТЯ 2024», м. Київ, арт-простір бібліотеки імені Миколи Гоголя. Фотографія "Карпатські відьми".
- 2024 - Арт-об’єднання «Kyivphotos-Hall 2012» виставка сучасної української художньої фотографії «ДУХ СВОБОДИ» .  Арт-простір Львівського історичного музею (Італійський дворик Палацу Корнякта. Фотографія «Доньки втраченої землі».[88]
- 2024 - ХІХ Міжнародний салон художньої фотографії – виставка переможців " Фотовернісаж на Покрову 2024" м. Рівне. Міський Будинок Культури.
- 2024 - Міжнародна фотовиставка ”State of the World” 2024 -  Paris Photo Prize exhibition, яка пройшла в Парижі з 5 по 9 листопада 2024 року в галереї 24b у рамках Паризького фототижня. Куратор Хоссейн Фармані. Серія фотографій «Унікальна ромська культура Келделарі».
- 2024 - Міжнародна фотовиставка найкращих робіт "Best of Show" премії IPA – International Photography Awards 2024, 21 листопада у галереї House of Lucie (Athens, Greece). Фотографія з серії «Високогірні жителі Українських Карпат». [89]
- 2024 – Виставка переможців Австралийської міжнародної портретної премії «Shoot The Face» в Державній художній галереї Madhapur - Hyderabad,India. В рамках INDIAN PHOTO FESTIVAL 2024, 21 November 2024 – 5 January 2025. [90]
- 2025 - Міжнародна фотовиставка переможців міжнародної премії «BIFA — Budapest International Foto Awards 2024» у галереї House of Lucie (Budapest), 17-31 січня. Серія «Unique Families of The Roma Community of Keldelari». [91]
- 2025 - Третій міжнародний Афінський фестиваль чорно-білої фотографії «The 3rd B&W Athens Photography 2025» у галереї Blank Wall Gallery (Athens – Greece), в експозиції представлена робота «Світ у небезпеці». [92]
- 2025 –Міжнародна фотовиставка  переможців премії імені Марії Луїзи «MEMORIAL MARÍA LUISA INTERNATIONAL MOUNTAIN AND NATURE PHOTO CONTEST 2025», яка пройшла 16 -17 травня в князівстві Астурія (провінція на півночі Іспанії), місто Інфєсто. Представлена робота «Гуцульський вівчар». [93]
- 2025 - Міжнародна фотовиставка переможців IPA «Best of Show» в галереї House of Lucie Samui на острові Самуї, Таїланд. Представлена робота з серії «Високогірні жителі Українських Карпат». [94]
- 2025 - Griffin Museum of Photography (Winchester, Massachusetts – USA), 6-а щорічна виставка громадського мистецтва Музею фотографії Гріффіна, присвячена мистецтву візуального оповідання. В експозиції представлена серія «Unique Families of The Roma Community of Keldelari». [95]

- 2025-26: 85-та Міжнародна виставка фотосалонів в Японії - (The 85rd International Photographic Salon of Japan). Фоторобота «Карпатські відьми» представлена в художніх музеях та галереях міст Японії [96]:

- м. Нагано: 26-30 квітня 2025р. - Центр творчості Саку у префектурі Нагано.
- м. Точиги: 17 травня - 1 червня 2025р. - Міський музей Сакури Меморіальний зал Арай Канката.
- м. Хіросіма: 22-28 червня 2025р. – Міська галерея Міхара (Хіросіма).
- м. Токіо: 16 липня по 17 серпня 2025р. - Фотосалон Machida (Токіо).
- м. Хего: 3 жовтня по 5 листопада 2025р. - Галерея Ямада (Хього).
- м. Окаяма: 2-7 грудня 2025р. - Префектура Окаяма, Культурна площа Тендзиньяма.
- м. Фукусіма: 17-25 січня 2026р. - Музей фотографії міста Фукусіма.
- м. Аоморі: 7-29 березня 2026р. - Меморіальний музей Такаяма Вічі (Аоморі).
- м. Окінава: 8 - 13 квітня 2026р. - Історична бібліотека Госамару.
- 2025 - Міжнародна фотовиставка Prix de la Photographie de Paris - ”State of the World” 2024 -  Winners Exhibition Vernissage at House of Lucie, Athens, яка пройшла в Афінах з 12-22 березня. Куратор Хоссейн Фармані. Серія фотографій «Унікальна ромська культура Келделарі». [97]

## Гірські соло-подорожі
- Серпень, 2008 — місячний гірський трекінг по Кавказу. Сходження на Ельбрус (5642 м.);
- Серпень, 2011 — 260 км гірського трекінгу по високогір'ям Алтаю;
- Серпень 2012 — гірський трекінг Камчаткою. Сходження на Ключевську Сопку (4800 м.)[98] та Аваченський вулкан (2740 м.);
- Серпень 2013 — фото тур по гірському Алтаю;
- Серпень 2019 — гірський трекінг на Памірі та Тянь — Шань. Сходження на пік Роздільний (6200 м.)[28][99];

Пройшов гірські трекінгі Карпатами, Альпами та Кримськими горами.  